# Sławomir Zemlik
Sławomir Zemlik (ur. 3 listopada 1992 w Malborku) – polski siatkarz, grający na pozycji przyjmującego. W sezonie 2017/2018 występował w niemieckiej Bundeslidze, w drużynie TSV Herrsching jednak na początku tego sezonu doznał urazu zerwania więzadła krzyżowego w kolanie i zakończył sportową karierę. Lecz powrócił do siatkówki, grając w sezonie 2021/2022 w szwedzkiej drużynie Falkenbergs VBK.

## Sukcesy klubowe
Młoda Liga:
- 2013
- 2014

MEVZA – Liga Środkowoeuropejska:
- 2015

Liga austriacka:
- 2015

I liga polska:
- 2016, 2017

Liga szwedzka:
- 2022[3]
- 2024[4]